# 卡斯滕·迈尔
卡斯滕·迈尔（德語：Karsten Meyer，1937年11月5日—），德国男子帆船运动员。他曾代表德国联队、西德参加1960年、1964年、1972年和1976年夏季奥林匹克运动会帆船比赛，获得一枚铜牌。